# Mandy
«Mandy» («Мэнди»; оригинальное название: «Brandy») — песня, написанная Скоттом Инглишем и Ричардом Керром.
Песня «Brandy» становилась хитом в 1971 году в исполнении Скотта Инглиша и в 1972 году в Новой Зеландии в исполнении Банни Уолтерса, но популярнее всего стала в версии 1974 года английского певца Барри Манилоу, названной «Mandy», чтобы избежать путаницы с песней «Brandy (You’re a Fine Girl)» американской поп-группы Looking Glass. Версия Барри Манилоу достигла 1 места в американском чарте Billboard Hot 100. Позже её записывало и множество других исполнителей. В частности, ирландский бой-бэнд Westlife был с ней в 2003 году на первом месте британского чарта.

## Версия Скотта Инглиша
Оригинальная версия, которая называлась «Brandy», была издана как сингл Скоттом Инглишем (одним из автором) в 1971 году. В Великобритании она достигла 12 места. В США была в США хитом, но небольшим — достигла 91 места в Billboard Hot 100.
Существует версия, что Скотт Инглиш написал эту песню о своей любимой собаке. Вероятно, это легенда, поскольку сам Скотт Инглиш её опроверг. По его объяснению, возникла она так: однажды ему позвонил репортёр и спросил, кто такая Брэнди, на что раздражённый Инглиш, чтобы репортёр отвязался, придумал историю о том, что песня про его собаку.

### Чарты
| Чарт (1971)                       | Наив. поз. |
| --------------------------------- | ---------- |
| Великобритания (UK Singles Chart) | 12         |
| США (Billboard Hot 100)           | 91         |

## Версия Банни Уолтерса
В 1972 году песня была издана как сингл Банни Уолтерсом. Эта версия стала большим хитом в Новой Зеландии, достигнув там 4 места
| Чарт (1972)    | Наив. поз. |
| -------------- | ---------- |
| Новая Зеландия | 4          |

## Версия Барри Манилоу
В 1974 году Барри Манилоу записал эту песню, изменив имя девушки и название песни на Мэнди. Песня стала «прорывной» для певца. Она стала его первой в карьере песней на 1 месте американских чартов Billboard Hot 100 и Billboard Easy Listening и его первым золотым синглом. Название песни было изменено, поскольку со времён версии Банни Уолтерса трёхлетней давности была популярна ещё одна песня с таким названием — «Brandy (You’re a Fine Girl)» группы Looking Glass, с которой та побывала на 1 месте американских чартов в 1972 году. Поэтому Манилоу и решил изменить название — чтобы избежать путаницы с этой совсем другой песней.

### Чарты

#### Недельные чарты
| Чарт (1974-75)                    | Наив. поз. |
| --------------------------------- | ---------- |
| Канада (RPM)                      | 1          |
| Германия                          | 19         |
| Ирландия                          | 6          |
| Новая Зеландия                    | 30         |
| Великобритания (UK Singles Chart) | 11         |
| США (Billboard Hot 100)           | 1          |
| США (Cash Box Top 100)            | 1          |

#### Итоговые чарты за год
| Чарт (1975)             | Наив. поз. |
| ----------------------- | ---------- |
| США (Billboard Hot 100) | 35         |
| США (Cash Box)          | 17         |
| Канада                  | 12         |

## Версия группы Westlife
17 ноября 2003 года песня «Mandy» была выпущена как сингл группой Westlife. Это был второй сингл c их четвёртого студийного альбома «Turnaround».
Для группы песня «Mandy» стала двенадцатым синглом, возглавившим британские чарты. Продажи сингла в Великобритании, по состоянию на 2009 год, составили более 190 тысяч экземпляров.

### Список композиций
CD-сингл (Великобритания)
1. «Mandy» — 3:19
2. «You See Friends (I See Lovers)» — 4:11
3. «Greased Lightning» — 3:19
4. «Mandy» (video) — 3:19
5. «Mandy» (making of the video) — 2:00

CD-сингл (Великобритания)
1. «Mandy» — 3:19
2. «Flying Without Wings» (live) — 3:41

### Чарты
| Чарт (2003)                        | Наив. поз. |
| ---------------------------------- | ---------- |
| Австрия                            | 16         |
| Бельгия (Валлония)                 | 3          |
| Бельгия (Фландрия)                 | 50         |
| Дания                              | 2          |
| Нидерланды                         | 27         |
| European Hot 100 Singles           | 3          |
| Германия                           | 14         |
| Ирландия (Irish Singles Chart)     | 1          |
| Норвегия                           | 15         |
| Шотландия (Scottish Singles Chart) | 1          |
| Швеция                             | 4          |
| Швейцария                          | 30         |
| Великобритания (UK Singles Chart)  | 1          |

### Итоговые чарты за год
| Чарт (2003)                       | Наив. поз. |
| --------------------------------- | ---------- |
| Ирландия (Irish Singles Chart)    | 5          |
| Великобритания (UK Singles Chart) | 32         |